# Xenomaches
Xenomaches is een geslacht van Phasmatodea uit de familie Phasmatidae. De wetenschappelijke naam van dit geslacht is voor het eerst geldig gepubliceerd in 1896 door William Forsell Kirby.

## Soorten
Het geslacht Xenomaches omvat de volgende soorten:
- Xenomaches incommodus (Butler, 1876)
- Xenomaches moderata (Kirby, 1884)